# George Powell (golfista)
George Francis Powell (Baltimora, 17 maggio 1869 – Saint Louis, 17 novembre 1927) è stato un golfista statunitense.

## Carriera
Powell partecipò al torneo individuale di golf ai Giochi olimpici di Saint Louis 1904, in cui giunse quarantacinquesimo a pari merito con Charles Willard e Robert Thach.